# Théia
Pour les articles homonymes, voir Théia (homonymie), Thea et Éthra.
Dans la mythologie grecque et romaine, Théia (en grec ancien Θεία / Theía), Théa (Θέα / Théa, « divine »), Éthra (Αἴθρα / Aíthra, « brûlante, fougueuse ») ou Euryphaessa (Εὐρυφάεσσα / Eurypháessa, « toute nourricière ») ou encore Basilée (Βασίλεια / Basíleia, « royale », en latin Băsĭlīa) chez Diodore est une Titanide, fille d'Ouranos (le Ciel) et de Gaïa (la Terre), épouse et sœur d'Hypérion, avec qui elle conçoit Hélios, Séléné, Éos et Titan. Elle appartient ainsi à la première génération divine, antérieure aux Olympiens.
Elle aurait créé tous les métaux précieux tels que l'or, l'argent, etc.
La Titanide Théia ne doit pas être confondue avec l'Océanide du même nom, qui passait pour s'être unie avec son père Océan afin d'engendrer Passalos et Acmon, les deux Cercopes.

## Famille
Théia est la fille des divinités primordiales Ouranos (le Ciel) et Gaïa (la Terre) dont elle est l'un des douze enfants, elle a donc pour frères les titans Océan, Koios, Crios, Hypérion, Japet et Cronos, et pour sœurs les titanides Rhéa, Thémis, Mnémosyne, Phébé, Téthys.
Elle est aussi l'épouse de son frère Hypérion avec qui elle conçoit Hélios (le Soleil), Séléné (la Lune), Éos (l'Aurore) et Titan.

## Postérité et réception

### Sciences

#### En astronomie
- Le nom de la titanide est utilisé pour nommer l'hypothétique corps céleste (Théia) qui aurait heurté la Terre et aurait conduit à la formation de la Lune selon l'hypothèse de l'impact géant[4]. Et l'astéroïde (405) Thia est aussi nommé après Théia.

#### En biologie
- Un des noms alternatifs de Théi, Euryphaessa, a été adopté pour désigner l'espèce de cicadelles australiennes Dayus euryphaessa[5].

### Dans la culture populaire
- Théia apparait dans The Titans, première extension du jeu vidéo Age of Mythology'[réf. nécessaire].
- Theia, titre de la première piste de l'album The Silver Cord (en) de King Gizzard & The Lizard Wizard.

## Sources
- Diodore de Sicile, Bibliothèque historique [détail des éditions] [lire en ligne] (III, 29).
- Hésiode, Fragments[Où ?].
- Hygin, Fables [détail des éditions] [(la) lire en ligne] (Préface, 12).
- Pindare, Odes [détail des éditions] (lire en ligne) (Isthmiques, V, 1).
- Tzétzès sur Lycophron (91).